# John Gotti
John Joseph Gotti Jr. ( /ɡɒti/, pronunciación en italiano: /ˈɡɔtti/; 27 de octubre de 1940 - 10 de junio de 2002) fue un gánster estadounidense y jefe de la familia criminal Gambino de Nueva York. Ordenó y ayudó a orquestar el asesinato del anterior jefe Paul Castellano en diciembre de 1985 y se hizo con el control de la familia poco después, convirtiéndose en el jefe del que fue descrito como el sindicato criminal más poderoso de los Estados Unidos.
Gotti y sus hermanos crecieron en la pobreza y se dedicaron a la vida delictiva desde una edad temprana. Gotti se convirtió rápidamente en uno de los mayores generadores de ingresos de la familia criminal y en un protégé de Aniello Dellacroce, el subjefe de la familia Gambino. Operaba en el barrio de Ozone Park en Queens. Tras la acusación del FBI contra miembros de la banda de Gotti por vender narcóticos, empezó a temer que él y su hermano fueran asesinados por Castellano por traficar con drogas. A medida que este miedo crecía, y en medio de una creciente disensión sobre el liderazgo de la familia, Gotti organizó el asesinato de Castellano.
En su mejor momento, Gotti fue uno de los jefes criminales más poderosos y peligrosos de Estados Unidos. Durante su época, se hizo muy conocido por su personalidad franca y su estilo extravagante que le granjearon el favor del público en general. Mientras que sus compañeros solían evitar llamar la atención, especialmente ante los medios de comunicación, Gotti se hizo conocido como «The Dapper Don» (en español: «el don elegante»), por su ropa cara y su personalidad ante las cámaras de los informativos. Más tarde recibió el apodo de «The Teflon Don» después de que tres juicios de gran repercusión celebrados en la década de 1980 acabaran con su absolución, aunque más tarde se reveló que los juicios se habían visto empañados por manipulación del jurado, mala conducta del jurado y la intimidación a los testigos. Las autoridades policiales siguieron reuniendo pruebas contra Gotti, que al parecer ganaba entre 5 y 20 millones de dólares al año como jefe de los Gambino.
El subjefe de Gotti, Salvatore «Sammy the Bull» Gravano, ayudó al FBI a condenar a Gotti. En 1991, Gravano accedió a convertirse en colaborador del gobierno y a testificar contra Gotti después de escucharlo hacer comentarios despectivos sobre él en una escucha telefónica que los implicaba a ambos en varios asesinatos. En 1992, Gotti fue condenado por cinco asesinatos, conspiración para cometer asesinato, violaciones a la Ley RICO, obstrucción de la justicia, evasión de impuestos, juego ilegal, extorsión y usura. Recibió una condena de cadena perpetua sin libertad condicional y fue trasladado a la Penitenciaría de Estados Unidos, Marion. Gotti murió de cáncer de garganta el 10 de junio de 2002, en el Centro Médico de Estados Unidos para Prisioneros Federales en Springfield, Misuri. Según Anthony «Gaspipe» Casso, antiguo jefe de la familia criminal Lucchese, «lo que hizo John Gotti fue el principio del fin de la Cosa Nostra».

## Primeros años
Gotti nació en el Bronx, Nueva York el 27 de octubre de 1940. Fue el quinto de los 13 hijos (dos de los cuales murieron al nacer) de John Joseph Gotti Sr. y Philomena «Fannie» DeCarlo. Sus padres nacieron en la ciudad de Nueva York, pero se presume que sus abuelos eran de San Giuseppe Vesuviano, en la provincia de Nápoles, Italia, porque sus padres estuvieron casados y vivieron allí durante algún tiempo. Gotti fue uno de los cinco hermanos que se convirtieron en made men en la familia criminal Gambino: Eugene «Gene» Gotti se inició antes que John debido al encarcelamiento de este último, Peter Gotti se inició bajo el liderazgo de John en 1988, y Richard V. Gotti fue identificado como un caporegime (miembro que encabeza una «cuadrilla» de soldados y tiene un estatus social importante) para 2002. El quinto, Vincent, fue iniciado en 2002.
Él y sus hermanos crecieron en una zona deprimida del sur del Bronx, hasta que su padre pudo ahorrar algo de dinero y se trasladaron a Brooklyn. A la edad de 12 años, los Gotti se establecieron en East New York, Brooklyn, donde creció en la pobreza junto a sus hermanos. Su padre trabajaba irregularmente como jornalero. De adulto, Gotti llegó a estar resentido con su padre por no poder mantener a su familia. En la escuela, tuvo un historial de absentismo escolar y de acoso a otros estudiantes, y finalmente abandonó el Franklin K. Lane High School a la edad de 16 años.
Gotti estuvo involucrado en bandas callejeras asociadas a la mafia desde los 12 años. Cuando tenía 14 años, intentaba robar una hormigonera de una obra de construcción cuando se cayó, aplastándole los dedos de los pies; esta lesión le dejó una cojera permanente. Tras dejar la escuela, se dedicó a trabajar con la banda Fulton-Rockaway Boys, asociada a la mafia, donde conoció y se hizo amigo de los futuros mafiosos Gambino Angelo Ruggiero y Wilfred «Willie Boy» Johnson. Entre 1956 y 1960 fue arrestado cinco veces por hurtos menores, pero los cargos siempre acababan siendo revocados o reducidos.
Gotti conoció a su futura esposa, Victoria DiGiorgio, de ascendencia medio italiana y medio rusa, en un bar en 1958. La pareja se casó el 6 de marzo de 1962. Según los documentos del FBI, DiGiorgio estaba casada anteriormente y tenía un hijo del matrimonio anterior. Tuvieron cinco hijos: Angela, Victoria, John Jr., Frank (fallecido en 1980) y Peter. Gotti intentó trabajar legítimamente en 1962 como prensista en una fábrica de abrigos y como ayudante de conductor de camiones. Sin embargo, no pudo mantenerse libre de delitos y, en 1966, había sido encarcelado dos veces.

## Familia criminal Gambino

### Asociado
Ya en su adolescencia, Gotti hacía recados para Carmine Fatico, un capo de la familia Gambino, entonces aún conocida como la familia Anastasia bajo el liderazgo del jefe. Albert Anastasia. Gotti llevó a cabo secuestros de camiones en el aeropuerto de Idlewild (posteriormente rebautizado como Aeropuerto Internacional John F. Kennedy) junto con su hermano Gene y su amigo Ruggiero. Durante esta época, Gotti entabló amistad con su compañero secuestrador de la mafia y futuro jefe de la familia criminal Bonanno Massino, y recibió los apodos de «Black John» y «Crazy Horse». Fue por esta época cuando Gotti conoció a su mentor y subjefe Gambino, Aniello «Neil» Dellacroce.
En febrero de 1968, los empleados de United Airlines identificaron a Gotti como el hombre que había firmado por una mercancía robada. El FBI lo arrestó por ese secuestro poco después. Gotti fue arrestado por tercera vez por secuestro mientras estaba en libertad bajo fianza dos meses después, esta vez por robar un cargamento de cigarrillos por valor de 50.000 dólares en la New Jersey Turnpike. Ese mismo año, Gotti se declaró culpable del secuestro de Northwest Airlines y fue condenado a tres años en la Penitenciaría Federal de Lewisburg.
Gotti y Ruggiero obtuvieron la libertad condicional en 1972 y volvieron a su antigua cuadrilla en el Bergin Hunt and Fish Club, trabajando todavía a las órdenes de Fatico. Gotti fue transferido a la gestión de las apuestas ilegales de la banda de Bergin, donde demostró ser un eficaz matón. Fatico fue procesado por cargos de usura en 1972. Como condición para su liberación, no podía asociarse con delincuentes conocidos. Gotti aún no era un hombre hecho en la Mafia debido a que los libros de miembros estaban cerrados desde 1957 debido a la reunión de Apalachin, pero Fatico le nombró capo en funciones de la banda de Bergin poco después de salir en libertad condicional. En este nuevo papel, Gotti viajaba con frecuencia al cuartel general de Dellacroce en el Ravenite Social Club para informar al subjefe de las actividades de la banda. Dellacroce ya le había tomado cariño y los dos se hicieron aún más cercanos durante este tiempo. Los dos eran muy parecidos: ambos tenían fuertes tendencias violentas, maldecían mucho y eran grandes jugadores.
Después de que Emanuel Gambino, sobrino del jefe Carlo Gambino, fuera secuestrado y asesinado en 1973, Gotti junto a Ruggiero y Ralph Galione fue asignado al grupo que debía buscar al principal sospechoso, el gánster James McBratney. El equipo fracasó en su intento de secuestrar a McBratney en un bar de Staten Island cuando intentaron arrestarlo haciéndose pasar por detectives, y Galione mató a tiros a McBratney cuando sus cómplices consiguieron retenerlo. Gotti fue identificado por testigos oculares y por un informante de la policía, y fue arrestado por el asesinato en junio de 1974. Sin embargo, pudo llegar a un acuerdo de culpabilidad, con la ayuda del abogado Roy Cohn, y fue condenado a cuatro años de prisión por intento de homicidio por su participación en el golpe.
Tras su muerte, también fue identificado por Massino como el asesino de Vito Borelli, un socio de los Gambino asesinado en 1975 por insultar al entonces jefe en funciones Paul Castellano.
Remo Franceschini, miembro del NYPD entre 1957 y 1991, especializado en el crimen organizado;Buder, Leonard (21 de mayo de 1986). «Se espera que Gotti dirija el grupo mafioso desde la cárcel federal». The New York Times (en inglés estadounidense). ISSN 0362-4331. Consultado el 5 de julio de 2022.</ref> cuando se le preguntó en 1993 por qué sabía desde el principio que Gotti se convertiría en una figura importante de la mafia, dijo: «Era carismático y un líder. No era un mujeriego. Pasaba todo su tiempo con sus hombres. También tenía una mente muy aguda y una memoria total. E irradiaba dureza. Había pocos hombres que se enfrentaran a él».

### Capitán
El 15 de octubre de 1976, Carlo Gambino murió en su casa por causas naturales. En contra de lo esperado, había nombrado a Paul Castellano para sucederle por encima de su subjefe Neil Dellacroce. Gambino parecía creer que su familia criminal se beneficiaría de que Castellano se centrara en los negocios de collar blanco. Dellacroce, en ese momento, estaba encarcelado por evasión de impuestos y no podía impugnar la sucesión de Castellano. La sucesión se confirmó en una reunión el 24 de noviembre, con Dellacroce presente. Castellano dispuso que Dellacroce permaneciera como subjefe mientras dirigía directamente las actividades tradicionales de la Cosa Nostra, como la extorsión, el robo y la usura. Aunque Dellacroce aceptó la sucesión de Castellano, el acuerdo dividió efectivamente a la familia Gambino en dos facciones rivales.
En 1976, se informó de la reapertura de los libros de miembros. Gotti fue liberado en julio de 1977, tras dos años de prisión; posteriormente fue iniciado como hombre hecho en la familia Gambino, ahora bajo el mando de Castellano, e inmediatamente fue promovido para sustituir a Fatico como capo de la banda de Bergin. Tanto él como su banda dependían directamente de Dellacroce, como parte de las concesiones dadas por Castellano para mantener a Dellacroce como subjefe, y Gotti era considerado el protegido de Dellacroce. Bajo el mando de Gotti, la banda era la que más ganaba. Además de su parte de las ganancias de sus subordinados, Gotti dirigía su propia operación de usura y tenía un trabajo simulado como vendedor de suministros de fontanería. Las alegaciones no confirmadas de los informantes del FBI en el Bergin Hunt and Fish Club afirmaban que Gotti también financiaba tratos de drogas.
Gotti trató de mantener a la mayor parte de su familia personal al margen de su vida delictiva, con la excepción de su hijo John Angelo Gotti, que llegó a ser un asociado de la mafia en 1982.
En diciembre de 1978, Gotti colaboró en el mayor robo de dinero en efectivo no recuperado de la historia, el infame atraco a Lufthansa en el aeropuerto Kennedy. Gotti había hecho arreglos para que el coche de la huida fuera aplastado y embalado en un desguace en Brooklyn. El conductor de la furgoneta, Parnell «Stacks» Edwards, no siguió las órdenes; en lugar de conducir el vehículo hasta el desguace, lo aparcó cerca de una boca de incendios y se fue a dormir al apartamento de su novia. La policía de Nueva York recuperó la furgoneta y llevó las huellas de varios autores del robo, lo que ayudó a desentrañar el atraco.
El 18 de marzo de 1980, el hijo menor de Gotti, Frank Gotti, de 12 años, fue atropellado y muerto mientras conducía la minimoto de un amigo de la familia por un vecino llamado John Favara. La muerte de Frank fue considerada un accidente, pero Favara recibió posteriormente amenazas de muerte y fue atacado por Victoria con un bate de béisbol cuando visitó a los Gotti para disculparse. El 28 de julio de 1980, Favara fue secuestrado y desapareció, presumiéndose que fue asesinado. Se asume ampliamente que Gotti ordenó el asesinato a pesar de que él y su familia se fueron de vacaciones a Florida tres días antes del asesinato.
Gotti fue acusado en dos ocasiones en sus dos últimos años como capo de los Bergin, y ambos casos llegaron a juicio tras su ascenso a jefe de los Gambinos. En septiembre de 1984, Gotti tuvo un altercado con el mecánico de frigoríficos Romual Piecyk, y posteriormente fue acusado de agresión y robo. En 1985, fue acusado junto a Dellacroce y varios miembros de la tripulación de Bergin en un caso de crimen organizado por Diane Giacalone, asistente del fiscal de distrito. La acusación reveló que el amigo y coacusado de Gotti Wilfred «Willie Boy» Johnson había sido un informante del FBI.

### Tomando el control de la familia Gambino
Gotti no tardó en sentirse insatisfecho con el liderazgo de Castellano, ya que consideraba que el nuevo jefe estaba demasiado aislado y era demasiado codicioso. Al igual que otros miembros de la familia, a Gotti tampoco le gustaba personalmente Castellano. El jefe carecía de credibilidad en la calle, y los que habían pagado sus cuotas desempeñando trabajos en la calle no le respetaban. Gotti también tenía un interés económico: mantenía una disputa constante con Castellano sobre el reparto que Gotti se llevaba de los secuestros en el aeropuerto Kennedy. También se rumoreaba que Gotti estaba expandiéndose hacia el tráfico de drogas, un lucrativo negocio que Castellano había prohibido.
En agosto de 1983, Ruggiero y Gene Gotti fueron arrestados por traficar con heroína, basándose principalmente en las grabaciones de una intervención telefónica en la casa de Ruggiero. Castellano, que había prohibido a los hombres de su familia traficar con drogas bajo amenaza de muerte, exigió transcripciones de las cintas, y, cuando Ruggiero se negó, amenazó con degradar a Gotti.
En 1984, Castellano fue arrestado y acusado en un caso según la Ley RICO por los crímenes del sicario de la banda Gambino Roy DeMeo. Al año siguiente, recibió una segunda acusación por su papel en Comisión. Enfrentándose a la cadena perpetua por cualquiera de los dos casos, Castellano dispuso que Gotti actuara como jefe en funciones junto a Thomas Bilotti, el capo favorito de Castellano, y Thomas Gambino en su ausencia. Gotti, por su parte, empezó a conspirar con sus compañeros «capos» descontentos Frank DeCicco y Joseph «Joe Piney» Armone y los soldados Sammy Gravano y Robert «DiB» DiBernardo (apodados colectivamente por ellos mismos como «el Puño») para derrocar a Castellano, insistiendo, a pesar de la inacción del jefe, en que Castellano acabaría intentando matarlo. El apoyo de Armone era fundamental; como veterano respetado que se remontaba al fundador de la familia, Vincent Mangano, daría la credibilidad necesaria a la causa de los conspiradores.
Desde hacía mucho tiempo era una norma en la mafia que un jefe solamente podía ser asesinado con la aprobación de la mayoría de los miembros de la Comisión. De hecho, el golpe planeado por Gotti habría sido el primer golpe no sancionado contra un jefe desde que Frank Costello estuvo a punto de ser asesinado en 1957. Gotti sabía que sería demasiado arriesgado solicitar el apoyo de los otros cuatro jefes, ya que tenían antiguos vínculos con Castellano. Para evitar ese contratiempo, consiguió el apoyo de varias figuras importantes de su generación en las familias Lucchese, Colombo y Bonanno. No consideró la posibilidad de acercarse a la Familia Genovese; los lazos de Castellano con el jefe Genovese Vincent «Chin» Gigante eran tan estrechos que cualquier acercamiento a un soldado Genovese habría sido un ponerlos sobre aviso. Sin embargo, Gotti también podía contar con la complicidad del consigliere Gambino Joseph N. Gallo.
Después de que Dellacroce muriera de cáncer el 2 de diciembre de 1985, Castellano revisó su plan de sucesión: Nombró a Bilotti como subjefe y a Thomas Gambino como único jefe en funciones, al tiempo que hacía planes para disolver la banda de Gotti. Enfurecido por todo esto, y por la negativa de Castellano a asistir al velatorio de Dellacroce, Gotti decidió matar a su jefe. Cuando DeCicco avisó a Gotti de que tendría una reunión con Castellano y varios otros mafiosos de Gambino en Sparks Steak House el 16 de diciembre de 1985, Gotti decidió aprovechar la oportunidad. Tanto el jefe como el subjefe fueron emboscados y asesinados a tiros por asesinos bajo el mando de Gotti cuando llegaron a la reunión por la noche. Gotti observó el golpe desde su coche con Gravano.
Varios días después del asesinato, Gotti fue nombrado miembro de un comité de tres hombres para dirigir temporalmente la familia en espera de la elección de un nuevo jefe, junto con Gallo y DeCicco. También se anunció que estaba en marcha una investigación interna sobre el asesinato de Castellano. Sin embargo, era un secreto a voces que Gotti era el jefe en funciones en todo menos en el nombre, y casi todos los capos de la familia sabían que había sido él quien había estado detrás del golpe. Fue aclamado formalmente como nuevo jefe de la familia Gambino en una reunión de 20 capos celebrada el 15 de enero de 1986. Nombró a DeCicco como nuevo subjefe mientras mantenía a Gallo como consigliere.

## Jefe criminal
Identificado como el asesino de Castellano y de Bilotti, Gotti alcanzó la fama a lo largo de 1986. Capeci, Mustain (1996), p. 111</ref> En el momento de su toma de posesión, la familia Gambino estaba considerada como la familia mafiosa estadounidense más poderosa, con unos ingresos anuales de alrededor de 500 millones de dólares. En el libro Underboss, Gravano estimaba que el propio Gotti tenía unos ingresos anuales de no menos de 5 millones de dólares durante sus años como jefe, y más probablemente entre 10 a 12 millones. Para protegerse legalmente, Gotti prohibió a los miembros de la familia Gambino aceptar acuerdos de culpabilidad que reconocieran la existencia de la organización.

### «El Don Teflón»
Gotti a menudo sonreía y saludaba a las cámaras de televisión en sus juicios lo que le hizo ganarse el favor de parte del público en general. La nueva fama de Gotti tuvo al menos un efecto positivo; al revelarse la ocupación de su atacante, y en medio de informes de intimidación por parte de los Gambino, Romual Piecyk decidió no testificar contra Gotti gracias a Boško «El Yugo» Radonjić, el jefe de los Westies en Hell's Kitchen, Manhattan. Cuando se inició el juicio en marzo de 1986, Piecyk declaró que era incapaz de recordar quién le había atacado. El caso fue rápidamente desestimado, y el New York Post resumió el proceso con el titular «I Forgotti!» (en español: «¡Me olvidé!»). Más tarde se reveló que los matones de Gambino habían cortado los cables de los frenos de Piecyk, hicieron llamadas telefónicas amenazantes y lo acosaron antes del juicio.
El 13 de abril de 1986, DeCicco murió cuando su coche explotó tras una visita al leal a Castellano James Failla. El atentado fue llevado a cabo por Victor Amuso y Anthony Casso de la familia Lucchese, bajo las órdenes de Vincent Gigante y del jefe Lucchese Anthony Corallo, para vengar a Castellano y Bilotti matando a sus sucesores. Gotti también tenía previsto visitar a Failla ese día, pero canceló, y la bomba fue detonada después de que un soldado que iba con DeCicco fuera confundido con él. Las bombas habían sido prohibidas durante mucho tiempo por la Mafia debido a la preocupación de que pusieran en peligro a personas inocentes, lo que llevó a los Gambino a sospechar inicialmente de los «zips» -Mafiosos sicilianos que trabajaban en Estados Unidos. Los «zips» eran bien conocidos por utilizar bombas.
Tras el atentado, el juez Eugene Nickerson, que presidía el juicio por chantaje de Gotti, lo reprogramó para evitar un jurado contaminado por la publicidad resultante, mientras que Giacalone hizo que se revocara la fianza de Gotti debido a las pruebas de intimidación de testigos en el caso Piecyk. Desde la cárcel, Gotti ordenó el asesinato de Robert DiBernardo por parte de Gravano; tanto DiBernardo como Ruggiero habían estado compitiendo por suceder a DeCicco hasta que Ruggiero acusó a DiBernardo de desafiar el liderazgo de Gotti. Cuando a Ruggiero, también acusado, se le revocó la fianza por su comportamiento abrasivo en las audiencias preliminares, un frustrado Gotti ascendió a Armone a subjefe.
La selección del jurado para el caso de chantaje comenzó de nuevo en agosto de 1986, con Gotti siendo juzgado junto a sus excompañeros William «Willie Boy» Johnson (quien, a pesar de ser expuesto como informante, se negó a convertirse en testigo del gobierno), Leonard DiMaria, Tony Rampino, Nicholas Corozzo y John Carneglia. En este punto, los Gambino pudieron comprometer el caso cuando George Pape ocultó su amistad con Radonjić y fue empanelado como jurado N.º 11. A través de Radonjić, Pape se puso en contacto con Gravano y aceptó vender su voto en el jurado por 60.000 dólares.
En las declaraciones de apertura del juicio, el 25 de septiembre, el abogado defensor de Gotti Bruce Cutler negó la existencia de la familia Gambino y enmarcó todo el esfuerzo de las acusaciones del gobierno como una venganza personal. Su principal estrategia de defensa durante la acusación fue atacar la credibilidad de los testigos de la fiscal Diane Giacalone, hablando de los crímenes cometidos antes de que se convirtieran en pruebas del estado. Durante la defensa de Gotti, Cutler llamó al atracador de bancos Matthew Traynor, un posible testigo de la acusación descartado por su falta de fiabilidad, que testificó que Giacalone le ofreció drogas y su ropa interior como ayuda para la masturbación a cambio de su testimonio. Las alegaciones de Traynor serían desestimadas por el juez Nickerson como «totalmente increíbles» durante el juicio, y posteriormente fue condenado por perjurio.
A pesar de la defensa de Cutler y de las críticas sobre la actuación de la fiscalía, según los escritores especializados en temas de mafia: Jerry Capeci y Gene Mustain, cuando comenzaron las deliberaciones del jurado, la mayoría había estado a favor de condenar a Gotti; sin embargo, debido a la mala conducta de Pape, Gotti sabía desde el principio del juicio que no podía haber nada peor que un jurado en desacuerdo. Durante las deliberaciones, Pape mantuvo su única posición por la absolución hasta que el resto del jurado empezó a temer que su propia seguridad se viera comprometida. Así pues, el 13 de marzo de 1987, terminaron por absolver a Gotti y a sus coacusados de todos los cargos, incluidos los de usura, juego ilegal, asesinato y secuestros a mano armada. Cinco años después, Pape fue condenado por obstrucción a la justicia por su participación en el amaño y condenado a tres años de prisión.
Frente a las condenas anteriores de la Mafia, en particular el éxito del Juicio de la Comisión de la Mafia, la absolución de Gotti supuso un gran disgusto para los intereses del estado, lo que aumentó aún más su reputación. Los medios de comunicación estadounidenses apodaron a Gotti «El Don Teflón» en referencia al fracaso de cualquier acusación para «mantenerse» y ser exitosa.

### Reorganización

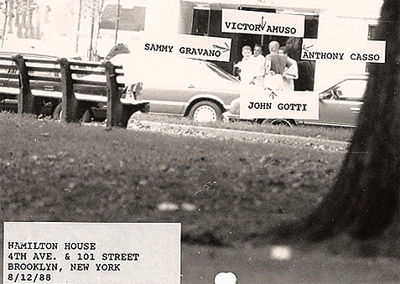
Fotografía de vigilancia del FBI mostrando a Gotti, Gravano, Amuso y Casso

Mientras que el propio Gotti había escapado a la condena, sus socios no tuvieron la misma suerte. Los otros dos hombres de la administración Gambino, el subjefe Armone y el consigliere Gallo, habían sido acusados de crimen organizado en 1986 y ambos fueron condenados en diciembre de 1987. En junio de ese año también comenzó el juicio por heroína contra Ruggiero y Gene Gotti, antiguos compañeros de la banda de Bergin.
Antes de sus condenas, Gotti permitió que Gallo se retirara y ascendió a Gravano en su lugar, al tiempo que designó a Frank Locascio para que actuara como subjefe en caso de que Armone fuera encarcelado. Los Gambino también trabajaron para comprometer al jurado del juicio de la heroína, lo que dio lugar a dos nulidades del juicio. Cuando el enfermo terminal Ruggiero fue separado y puesto en libertad en 1989, Gotti se negó a contactar con él, culpándole de las desgracias de los Gambino. Según Gravano, Gotti también consideró la posibilidad de asesinar a Ruggiero y, cuando finalmente murió, «tuve que arrastrarlo literalmente al funeral».
A partir de enero de 1988, Gotti, en contra del consejo de Gravano, exigió a sus capos que se reunieran con él en el Ravenite Social Club una vez a la semana. Considerado por Gene como un riesgo innecesario inspirado en la vanidad, y por el jefe de la brigada Gambino del FBI, Bruce Mouw, como algo antitético para la «sociedad secreta», este movimiento permitió a la vigilancia del FBI grabar e identificar a gran parte de la jerarquía Gambino. También proporcionó sólidas pruebas circunstanciales de que Gotti era un jefe; el protocolo de larga data en la Mafia requiere demostraciones públicas de lealtad al jefe. El FBI también puso micrófonos en el Ravenite, pero no logró producir ninguna grabación incriminatoria de alta calidad.
Más tarde, en 1988, Gotti, Gigante y el nuevo jefe Lucchese, Victor Amuso, asistieron a la primera reunión de la Comisión desde el juicio en el LaBar Bat Club de Manhattan. En 1986, el futuro subjefe Lucchese, Anthony Casso, había resultado herido en un golpe no autorizado por el capo de los Gambino, Mickey Paradiso. Al año siguiente, el FBI advirtió a Gotti de que habían grabado al consigliere Genovese Louis Manna hablando de otro golpe contra Gotti y su hermano. Para evitar una guerra, los líderes de las tres familias se reunieron, negaron conocer su violencia mutua y acordaron «comunicarse mejor». Los jefes también acordaron permitir que el jefe en funciones Colombo Victor Orena se uniera a la Comisión, pero Gigante, receloso de dar a Gotti una mayoría al admitir a otro aliado, bloqueó el reingreso de Massino y los Bonanno.
Gotti también pudo influir en la familia criminal DeCavalcante, con sede en Nueva Jersey, en 1988. Según el capo DeCavalcante, convertido en informante, Anthony Rotondo, Gotti asistió al velatorio de su padre con otros numerosos mafiosos Gambino en una «demostración de fuerza» y obligó al jefe John Riggi a aceptar dirigir su familia en nombre de los Gambino. Los DeCavalcante permanecieron en la esfera de influencia de los Gambino hasta el encarcelamiento de Gotti.
El hijo de Gotti, John Gotti Jr, fue iniciado en la familia Gambino en la Nochebuena de 1988. Según el compañero mafioso Michael DiLeonardo, iniciado la misma noche, Gravano celebró la ceremonia para evitar que Gotti fuera acusado de nepotismo. John Jr. fue rápidamente ascendido a capo.

### Absolución de agresión
En la noche del 23 de enero de 1989, Gotti fue arrestado fuera del Ravenite y se le acusó de ordenar el asalto en 1986 del funcionario sindical John O'Connor. En la parte de atrás del coche de policía, Gotti comentó: «Tres a uno a que le gano a esta acusación». O'Connor, un líder de la United Brotherhood of Carpenters and Joiners of America Local 608 que posteriormente fue condenado por chantaje, se cree que ordenó un ataque a un restaurante asociado a Gambino que había desairado al sindicato y que posteriormente fue disparado y herido por los Westies. Tras una noche en prisión, Gotti fue puesto en libertad con una fianza de 100.000 dólares. Gotti tenía su ocupación catalogada como vendedor de una empresa de contratación de fontanería.
Para entonces, el FBI había cultivado nuevos informantes y se enteró de que parte de la razón por la que el micrófono de Ravenite fracasó fue que Gotti mantenía conversaciones delicadas en un pasillo trasero del edificio que ocupaba el club o en un apartamento de sus pisos superiores en el que vivía una amistosa viuda de un soldado de los Gambino, y para noviembre de 1989, ambos lugares estaban intervenidos. El micrófono del apartamento fue especialmente fructífero debido a la franqueza de Gotti, que hablaba de su posición como jefe de la familia en las reuniones que celebraba allí. En una conversación del 12 de diciembre con Frank Locascio, Gotti reconoció sin tapujos haber ordenado los asesinatos de DiBernardo y Liborio Milito -este último era uno de los socios de Gravano asesinado por insubordinación-. También anunció su intención de matar al soldado Louis DiBono, que había ignorado una citación para reunirse con Gotti para discutir su mala gestión de un negocio de paneles de yeso que tenía con Gotti y Gravano. El FBI, sin embargo, escuchó mal la cita y no avisó a DiBono, que fue asesinado el 4 de octubre de 1990. En otra reunión grabada el 4 de enero de 1990, Gotti ascendió a Gravano a subjefe, prefiriendo que Gravano dirigiera la familia si era condenado en el caso de asalto.
Los fiscales estatales vincularon a Gotti con el caso gracias a una grabación en la que hablaba de O'Connor y anunciaba su intención de «reventarlo», y al testimonio del gánster Westies James McElroy, sin embargo, Gotti fue absuelto de los seis cargos de asalto y conspiración en el juicio celebrado el 9 de febrero de 1990. Tras el juicio, hubo espectáculos de fuegos artificiales por parte de los lugareños. Jules J. Bonavolonta, director de la división de crimen organizado del FBI en Nueva York, declaró: «Con toda esta cobertura mediática está empezando a parecer un héroe popular... Lo que el público debería saber es que es el jefe de la mayor familia de la Cosa Nostra, que se rodea de asesinos despiadados y que es un auténtico criminal». Más tarde se supo, sin embargo, que unos micrófonos del FBI habían captado a Gotti, al parecer, discutiendo planes para amañar el jurado como había hecho en el caso de chantaje de 1986-87. Sin embargo, ante la indignación del fiscal del distrito de Manhattan Robert Morgenthau y el jefe del grupo de trabajo del crimen organizado del estado, Ronald Goldstock, el FBI y los fiscales federales decidieron no revelarles esta información. Morgenthau dijo más tarde que si hubiera sabido de estas conversaciones intervenidas, habría pedido la anulación del juicio.

## Condena de 1992

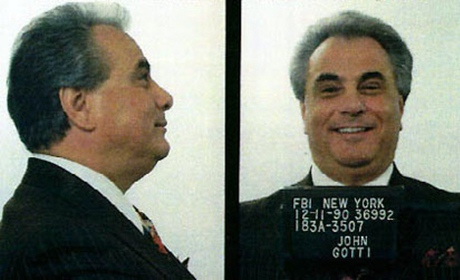
Fotografías de Gotti durante su detención en 1990

Gotti, Gravano y Locascio, fueron grabados a menudo por los micrófonos colocados en todo el Ravenite (ocultos en la habitación principal, el pasillo del primer piso y el apartamento de arriba del edificio) discutiendo eventos incriminatorios. El 11 de diciembre de 1990, agentes del FBI y detectives de la policía de Nueva York hicieron una redada en el Ravenite, arrestando a Gotti, Gravano y Frank Locascio. Los fiscales federales acusaron a Gotti, en este nuevo caso de chantaje, de cinco asesinatos (Castellano, Bilotti, DiBernardo, Liborio Milito y, tras revisar las cintas del apartamento, Louis Dibono),conspiración para asesinar a Gaetano «Corky» Vastola, usura, juego ilegal, obstrucción a la justicia, soborno y evasión de impuestos. Basándose en las grabaciones de las escuchas del FBI reproducidas en las audiencias previas al juicio, se denegó la libertad bajo fianza a la administración Gambino. Al mismo tiempo, los abogados Cutler y Gerald Shargel fueron inhabilitados para defender a Gotti y Gravano después de que los fiscales sostuvieran con éxito que eran «parte de las pruebas» y, por tanto, susceptibles de ser llamados como testigos. Los fiscales argumentaron que Cutler y Shargel no sólo conocían la posible actividad delictiva, sino que habían trabajado como «consejero interno» para la familia Gambino. Posteriormente, Gotti contrató a Albert Krieger, un abogado de Miami que había trabajado con Joseph Bonanno, para sustituir a Cutler.
Las cintas también crearon una ruptura entre Gotti y Gravano, en la que el jefe de los Gambino describió a su recién nombrado subjefe como demasiado codicioso e intentó inculparlo como la principal fuerza detrás de los asesinatos de DiBernardo, Milito y Dibono. El intento de reconciliación de Gotti fracasó, dejando a Gravano desilusionado con la mafia y dudando de sus posibilidades de ganar su caso sin Shargel, su antiguo abogado. Gravano finalmente optó por convertirse en testigo del gobierno, aceptando formalmente testificar el 13 de noviembre de 1991. Fue el miembro de mayor rango de una familia del crimen de Nueva York en convertirse en informante, hasta Joseph Massino en 2003.
Gotti y Locascio fueron juzgados en el Tribunal de Distrito de los Estados Unidos para el Distrito Este de Nueva York ante el Juez de Distrito I. Leo Glasser. La selección del jurado comenzó en enero de 1992 con un jurado anónimo y, por primera vez en un caso federal de Brooklyn, totalmente secuestrado durante el juicio debido a la reputación de Gotti de manipular jurados. El juicio comenzó con las declaraciones de apertura de la acusación el 12 de febrero; los fiscales Andrew Maloney y John Gleeson empezaron su caso poniendo cintas que mostraban a Gotti hablando de los negocios de la familia Gambino, incluyendo los asesinatos que aprobaba, y confirmando la animosidad entre Gotti y Castellano para establecer el motivo del primero para matar a su jefe. Después de llamar a un testigo ocular del golpe del Sparks que identificó a Carneglia como uno de los hombres que disparó a Bilotti, llevaron a Gravano a declarar el 2 de marzo.
En el estrado, Gravano confirmó el lugar que ocupaba Gotti en la estructura de la familia Gambino y describió con detalle la conspiración para asesinar a Castellano, dando una descripción completa del golpe y sus consecuencias. Gravano confesó 19 asesinatos, implicando a Gotti en cuatro de ellos. Krieger, y el abogado de Locascio, Anthony Cardinale, se mostraron incapaces de sacudir a Gravano durante el contrainterrogatorio. Después de otros testimonios y grabaciones, el gobierno dio por terminado su caso el 24 de marzo.
Cinco de los seis testigos previstos por Krieger y Cardinale fueron declarados irrelevantes o extraños, dejando sólo al abogado fiscal de Gotti, Murray Appleman, para testificar en su favor. La defensa también intentó sin éxito que se declarara la nulidad del juicio basándose en los comentarios finales de Maloney. El propio Gotti se volvió cada vez más hostil durante el juicio, y, en un momento dado, Glasser amenazó con sacarlo de la sala. Entre otros arrebatos, Gotti llamó drogadicto a Gravano mientras sus abogados trataban de hablar de su pasado consumo de esteroides, y equiparó el despido de un miembro del jurado con el el amaño de la Serie Mundial de 1919.
El 2 de abril de 1992, tras sólo 14 horas de deliberación, el jurado declaró a Gotti culpable de todos los cargos de la acusación (Locascio fue declarado culpable de todos menos de uno). James Fox, Director Adjunto a Cargo o «ADIC» de la Oficina de Campo del FBI en Nueva York, anunció en una conferencia de prensa: «El teflón ha desaparecido. El don está cubierto de Velcro, y todos los cargos se han pegado». El 23 de junio de 1992, Glasser condenó a ambos acusados a cárcel perpetua sin posibilidad de libertad condicional y a una multa de 250.000 dólares.

## Encarcelamiento y muerte

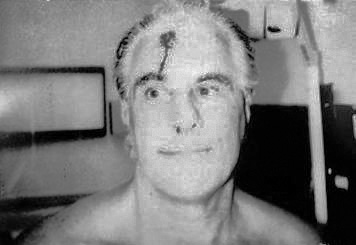
Foto de John Gotti después de ser golpeado por un compañero de prisión en julio de 1996.

Gotti fue encarcelado en la Penitenciaría de Estados Unidos en Marion, Illinois. Pasó la mayor parte de su condena en confinamiento solitario efectivo, permitiéndosele salir de su celda sólo una hora al día. Su última apelación fue rechazada por el Tribunal Supremo de Estados Unidos en 1994.
El 18 de julio de 1996, un compañero de prisión afroamericano llamado Walter Johnson le dio un puñetazo a Gotti en la sala de recreo de la prisión, dejándole magullado y sangrando, porque según el Daily News de Nueva York, Gotti le había faltado al respeto con un insulto racial. Gotti, deseoso de venganza, ofreció a los jefes de la Hermandad Aria David Sahakian y Michael McElhiney entre 40.000 y 400.000 dólares para que mataran a Johnson. En agosto, McElhiney dijo a dos subordinados de la Hermandad que mataran a Johnson «si tenían la oportunidad», según una acusación federal en la que se le acusa a él y a otros 39 miembros de la banda de asesinato, intento de asesinato y crimen organizado. Sin embargo, Johnson fue trasladado a la Prisión de máxima seguridad en Florence, Colorado.
A pesar de su encarcelamiento y de las presiones de la Comisión para que dimitiera, Gotti hizo valer su prerrogativa de mantener su título de jefe hasta su muerte o jubilación, con su hermano Peter y su hijo John Jr. transmitiendo las órdenes en su nombre. En 1998, cuando fue acusado de crimen organizado, se creía que John Jr. era el jefe en funciones de la familia. En contra de los deseos de su padre, John Jr. se declaró culpable y fue condenado a seis años y cinco meses de prisión en 1999. Sostiene que desde entonces ha abandonado la familia Gambino. Peter Gotti se convirtió posteriormente en jefe en funciones y se cree que sucedió formalmente a su hermano poco antes de la muerte de Gotti.
La condena de John Jr. provocó más tensión en el matrimonio de Gotti. Victoria DiGiorgio Gotti, que hasta ese momento desconocía la implicación de su hijo en la mafia, culpó a su marido de arruinar la vida de su hijo y le amenazó con dejarlo a menos que permitiera a John Jr. abandonar la mafia.

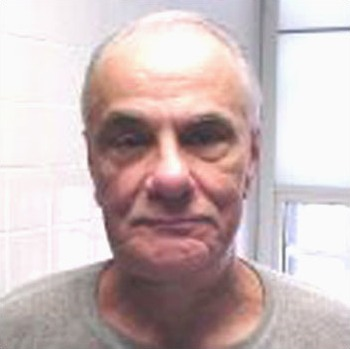
La última foto de John Gotti, de 60 años, tomada por la Agencia Federal de Prisiones el 17 de octubre de 2001, ocho meses antes de su muerte

En 1998, a Gotti se le diagnosticó cáncer de garganta y fue enviado al Centro Médico de Estados Unidos para Prisioneros Federales en Springfield, Misuri, para ser operado. Aunque el tumor fue extirpado, se descubrió que el cáncer había regresado dos años después y Gotti fue trasladado de nuevo a Springfield, donde pasó el resto de su vida.
El estado de Gotti empeoró rápidamente y murió el 10 de junio de 2002, a la edad de 61 años. La Diócesis católica de Brooklyn anunció que a la familia de Gotti no se le permitiría celebrar una misa de réquiem, pero sí una misa conmemorativa tras el entierro.
El funeral de Gotti se celebró en una instalación no eclesiástica. Tras el funeral, se calcula que unos 300 curiosos siguieron la procesión, que pasó por el Bergin Hunt and Fish Club de Gotti, hasta su tumba. El cuerpo de Gotti fue enterrado en una cripta junto a su hijo, Frank. El hermano de Gotti, Peter, no pudo asistir debido a su encarcelamiento. En un aparente repudio al liderazgo y al legado de Gotti, las demás familias de la ciudad de Nueva York no enviaron representantes al funeral. Numerosos procesos judiciales desencadenados por las tácticas de Gotti dejaron a los Gambino diezmados. A finales de siglo, la mitad de los miembros de la familia estaban en prisión.

## En la cultura popular
Desde su condena, Gotti ha sido retratado en seis películas para televisión, dos series documentales, tres películas teatrales y ha sido tema en la música:
- Getting Gotti - Película para televisión de la CBS de 1994, interpretada por Anthony John Denison[184]
- Gotti - Película para televisión de HBO de 1996, interpretada por Armand Assante[185]
- Testigo de la mafia - Miniserie de la NBC de 1998, interpretada por Tom Sizemore[186]
- Gotti es mencionado en la canción «Everybody Get Up», de la boy band británica Five, lanzada en 1998.
- Gotti es el tema principal de la canción «King of New York», del grupo de rap-rock neoyorquino Fun Lovin' Criminals, publicada en 1996. La canción alcanzó el número 28 en la lista de sencillos del Reino Unido y figuraba en el álbum de debut del grupo Come Find Yourself, que alcanzó el estatus de platino en el Reino Unido.
- The Big Heist - Película canadiense-estadounidense de 2001 que se emitió en A&E, interpretada por Steven Randazzo[187]
- Boss of bosses Película para televisión de la TNT adaptada del libro del mismo nombre, interpretada por Sonny Marinelli[188]
- Sinatra Club - película teatral de 2010, interpretada por Danny Nucci[189]
- El aspirante - película de 2015, interpretada por Joseph Siravo[190]
- Gotti - película teatral de 2018, interpretada por John Travolta[191][192]
- Un episodio de 1999 de la serie documental The FBI Files narró la historia de la investigación y condena de Gotti.
- Mugshots, una serie de documentales sobre el crimen emitió un episodio, «John Gotti: El fin de los sicilianos», filmado en Sicilia y Brooklyn, en el que se mostraban escuchas judiciales e imágenes encubiertas de la mafia de Gotti.[193][194]
- Victoria Gotti: La hija de mi padre es una película para televisión de 2019 basada en el libro de Victoria Gotti. John Gotti es interpretado por Maurice Bernard.
- «Hurt Me Soul» es una canción de hip hop de 2006 de Lupe Fiasco que hace referencia a Gotti al hablar de Jay-Z.[195]
- «Versace (Remix)» es una canción de hip hop de 2013 del grupo Migos con la participación de Drake que hace referencia a John Gotti como un notorio traficante de drogas.[196]
- «CEO» es una canción de hiperpop de 2022 de Mda y Ambeats en la que se menciona a John Gotti.